# Міністр у справах чоловіків
Міністр у справах чоловіків — це пропонована посада міністра, який був би аналогом міністра у справах жінок. Наразі, країн з таким службовцем немає.

## За країнами

### Велика Британія
У 2003 і 2004 роках Девід Еймісс і лорд Нортборн запропонували ввести посаду міністра з питань чоловіків. Лорд сказав, що є міністр у справах жінок і один у справах дітей, що, за його словами, припускає, що чоловіки не мають проблем, сказавши, що «є значні групи чоловіків, які також страждають від несприятливого становища» та «Якщо уряд вважає, що їм потрібен міністр, щоб розв'язувати проблеми жінок, це має бути те саме для чоловіків».
У 2015 році Тім Семюелс, пишучи для The Daily Telegraph, згадав, що є міністерства для дітей і сімей, міністр для жінок, але жодного для чоловіків. Він зазначив, що в той час, як чоловіки мають переваги, вони не перебувають на вершині суспільства та мають проблеми, такі як рівень рівень самогубств, що у 3,5 раза перевищує рівень жінок, випереджають дівчат у навчанні й частіше відсторонюються від занять, становлять більшість ув'язнених, а також ізоляція серед чоловіків старшого віку. У 2023 році британський депутат Нік Флетчер запропонував призначити міністра у справах чоловіків, згадавши про нижчу тривалість життя чоловіків та рівень освіти серед чоловіків порівняно з жінками та нижчий рівень вступу до університетів для 18-річних чоловіків. Він навів дослідження, згідно з яким 41% хлопчиків 6 класу сказали, що «хлопчики є проблемою суспільства», що є неправильним підходом, який погіршує становище. Він також згадав результати дослідження, згідно з якими 29% чоловіків відчували себе ігнорованими. Він сказав, що слід створити стратегію для розв'язання проблем чоловіків, які стали жертвами домашнього та сексуального насильства, а також для покращення освіти. Пишучи для The Guardian, Марта Гілл не погоджувалася з Флетчером, критикуючи ідею міністра для панівної групи. Вона сказала, що міністр для чоловіків був би схожий на міністра для білих людей, гетеросексуалів або вищого класу. Кетрін Флетчер, колишня міністр у справах жінок Британії, підтримала утворення посади міністра у справах чоловіків або включення чоловічого здоров’я до компетенції наявного міністерства, сказавши, що це має допомогти здоров’ю чоловіків і запобіганню самогубствам, а також створити чоловічі рольові моделі.

### Нова Зеландія
У 2016 році Девід Сеймур, лідер партії ACT, висловив стурбованість тим, що існує міністр щодо жінок, але немає відповідного щодо чоловіків. Він розкритикував наявність міністра з питань певної демографії підтипів людей і натомість запропонував мати міністра з гендерних питань. Він сказав, що якщо міністри повинні бути створені для певних демографічних груп, то також має бути один для чоловіків, оскільки у чоловіків вища статистика самогубств, більша кількість ув’язнених, вища статистика психічного здоров’я та нижчий рівень освіти. У 2023 році ультраправий активіст Браян Тамакі запропонував призначити міністра у справах чоловіків.